# Ferruccio Panagini
Ferruccio Panagini (Novara, 12 ottobre 1929 – Novara, 20 aprile 2010) è stato un hockeista su pista e allenatore di hockey su pista italiano, campione mondiale nel 1953.

## Carriera
Inizia la sua carriera nel dopoguerra nella squadra della sua città, il Novara, una delle roccaforti dell'hockey su pista, società con grandi tradizioni sportive in questa disciplina. Vinse lo scudetto nel 1946, 1947, 1949, 1950, 1958 e 1959.
Venne convocato in Nazionale e vi restò sino al 1960, ottenendo un totale di 157 presenze. Nel 1953 durante i Campionati mondiali di Ginevra vinse prima il titolo mondiale e successivamente, il titolo continentale.
Nel 1956 a Parigi conquistò la Coppa Latina. Partecipò per l'ultima volta ai Campionati mondiali nel 1960. Ritiratosi dall'agonismo, fu nominato dalla Federazione Commissario Tecnico della Nazionale azzurra e vi resterà dal 1964 al 1969.
Lasciata la guida della Nazionale, "Gin" diventò allenatore del Novara, con il quale vinse sei scudetti, dal 1969 al 1977.
Ha ricevuto la Medaglia d'oro al valore atletico nel 1953. Panagini è scomparso nell'aprile 2010.

## Palmarès

### Giocatore

#### Club

##### Competizioni nazionali
- Campionato italiano: 6

Novara: 1946, 1947, 1949, 1950, 1958, 1959

#### Nazionale
- Campionato mondiale: 1

Ginevra 1953
- Coppa Latina: 1

Parigi 1956

#### Individuale
- Capocannoniere della Serie A (Stecca d'oro): 6

Novara: 1951 (? gol), 1953 (45 gol), 1954 (49 gol), 1957 (56 gol), 1958 (63 gol), 1959 (58 gol)

### Allenatore

#### Club

##### Competizioni nazionali
- Campionato italiano: 6

Novara: 1969, 1970, 1971, 1972, 1975, 1977
- Coppa Italia: 4

Novara: 1969, 1970, 1972, 1976

## Riconoscimenti
- Medaglia d'oro al valore atletico
- Cavaliere della Repubblica Italiana

### Libri
- Gianfranco Capra, Quaderni novaresi. Lino Grassi la storia dell'hockey, Novara, Zen iniziative, 2008.
- Gianfranco Capra Mario Scendrate, Hockey su pista in Italia e nel mondo, Novara, S.E.N., 1984.
- Fernando Castro, Campeonatos do mundo de hóquei em patins: contributos para a sua história, Despertar Memórias, agosto 2011.

### Pubblicazioni
- Gianfranco Capra Mario Scendrate, Hockey Novara. Tutti i nazionali, in Enciclopedia dello sport di Novara e VCO, supplemento al periodico "Tribuna Sportiva", 25 ottobre 1993, n. 66, Novara, 1993.
- Gianfranco Capra, Gli scudetti degli anni '40-'50, in Enciclopedia dello sport di Novara e VCO, supplemento al periodico "Tribuna Sportiva", 27 settembre 1993, n. 58, Novara, 1993.